# Échos
Pour les articles homonymes, voir Écho et Échos (série télévisée).
Albums de Anggun
Élévation
(2008) Toujours un ailleurs
(2015)
Singles
1. Je partirai (France)
Sortie : 1er juin 2011
2. Always You (International)
Sortie : 9 juin 2011
3. Mon Meilleur Amour / Only Love / Hanyalah Cinta (Mondial)
Sortie : 2 décembre 2011
4. Echo (You & I) (Europe)
Sortie : 27 janvier 2012
5. Quelques mots d'amour (France)
Sortie : 26 mars 2012

Échos est le 5e album français d'Anggun, paru le 7 novembre 2011. Sa version indonésienne, Echoes, est sortie le 25 mai 2011.

## Présentation
C'est le premier album international qui est produit uniquement par Anggun et aussi le premier album sous un label privé d'Anggun nommée April Earth. Sur cet album Anggun écrit plus de chansons sur la vie. Le titre de l'album est tiré de la mythologie grecque.
En Indonésie et en Malaisie, la version anglaise de l'album est sortie avec trois pistes supplémentaires enregistrées dans la langue indonésienne, Hanyalah Cinta, Yang Terlarang, et Berkilaulah, ainsi qu'une chanson en collaboration avec le musicien allemand Schiller intitulée Always You, qui avait déjà été publiée sur l'album intitulé Atemlos sorti en 2010.
L'édition internationale contient le single Only Love. En Indonésie, la chanson a également été publiée mais en langue indonésienne. La version française de cette chanson, Mon meilleur amour, est passée à la radio française, tandis que le premier single officiel sorti sur le marché français est Je partirai.
Echoes a atteint la première place au classement des meilleures ventes en Indonésie et a remporté un disque de platine une semaine seulement après sa sortie.

## Liste des titres français
| 1.  | Je crois en tout       | Vincent Baguian, Jean-Pierre Pilot, William Rousseau                     | 3:16 |
| 2.  | Je partirai            | Christophe Cottin, Marie Bastide, Gioacchino Maurici                     | 4:22 |
| 3.  | L'Étiquette            | Vincent Baguian, Jean-Pierre Pilot, William Rousseau                     | 3:11 |
| 4.  | Mon meilleur amour     | Marie Bastide, Gioacchino Maurici                                        | 4:06 |
| 5.  | Psychomaniaque         | Vincent Baguian, Jean-Pierre Pilot, William Rousseau                     | 3:13 |
| 6.  | Toi l'éternelle        | Marie Bastide, Gioacchino Maurici                                        | 3:58 |
| 7.  | Promets-moi le ciel    | Alain Ekpob, Axel Bauer                                                  | 4:34 |
| 8.  | Mon cœur               | Vincent Baguian, Jean-Pierre Pilot, William Rousseau                     | 3:01 |
| 9.  | Déracinée              | Marie Bastide, Gioacchino Maurici                                        | 3:50 |
| 10. | Oser                   | Marie Bastide, Gioacchino Maurici                                        | 4:00 |
| 11. | L'Année du serpent     | Marie Bastide, Gioacchino Maurici                                        | 4:42 |
| 12. | J'ai appris le silence | Vincent Baguian, Jean-Pierre Pilot, Olivier Schultheis, William Rousseau | 3:16 |

| 13. | Buy Me Happiness              | Anggun, Vincent Baguian, Jean-Pierre Pilot, William Rousseau | 3:11 |
| 14. | Weapons                       | Anggun, Vincent Baguian, Jean-Pierre Pilot, William Rousseau | 3:09 |
| 15. | Impossible                    | Anggun, Vincent Baguian, Jean-Pierre Pilot, William Rousseau | 3:11 |
| 16. | Il (duo avec Gérard Lenorman) | Guy Stornick                                                 | 3:24 |

| 17. | Lie To Me | Anggun, Bastide, Christophe Cottin, Maurici | 4:20 |

## Liste des titres internationaux
| 1.  | Echo (You and I)                  | Anggun, Jean-Pierre Pilot, William Rousseau | 2:59 |
| 2.  | Buy Me Happiness                  | Anggun, Vincent Baguian, Pilot, Rousseau    | 3:11 |
| 3.  | Only Love                         | Anggun, Marie Bastide, Gioacchino Maurici   | 4:04 |
| 4.  | Weapons                           | Anggun, Baguian, Pilot, Rosseau             | 3:09 |
| 5.  | Lie To Me                         | Anggun, Bastide, Christophe Cottin, Maurici | 4:20 |
| 6.  | Impossible                        | Anggun, Baguian, Pilot, Rosseau             | 3:11 |
| 7.  | Eternal                           | Anggun, Bastide, Maurici                    | 3:55 |
| 8.  | Rollercoaster                     | Anggun, Alain Ekpop, Axel Bauer             | 4:31 |
| 9.  | My Addiction                      | Anggun, Baguian, Pilot, Rosseau             | 2:58 |
| 10. | A Stranger                        | Anggun, Bastide, Maurici                    | 3:48 |
| 11. | Cold War                          | Anggun, Bastide, Maurici                    | 3:58 |
| 12. | Year of The Snake                 | Anggun, Bastide, Maurici                    | 4:40 |
| 13. | Silent Vow                        | Anggun, Baguian, Pilot, Rosseau             | 3:15 |
| 14. | Let It Be Me                      | Gilbert Bécaud, Mann Curtis, Pierre Delanoë | 2:54 |
| 15. | Snow on the Sahara (2012 Version) | Erick Benzi, Nikki Matheson                 | 4:45 |

| 1.  | Buy Me Happiness                   | Anggun                                                       | 3:11 |
| 2.  | Hanyalah Cinta                     | Anggun, Marie Bastide, Gioacchino Maurici                    | 4:04 |
| 3.  | Weapons                            | Anggun, Vincent Baguian, Jean-Pierre Pilot, William Rosseau  | 3:09 |
| 4.  | Yang Terlarang                     | Anggun, Marie Bastide, Christophe Cottin, Gioacchino Maurici | 4:20 |
| 5.  | Impossible                         | Anggun, Vincent Baguian, Jean-Pierre Pilot, William Rosseau  | 3:11 |
| 6.  | Eternal                            | Anggun, Bastide, Maurici                                     | 3:55 |
| 7.  | Rollercoaster                      | Anggun, Alain Ekpop, Axel Bauer                              | 4:31 |
| 8.  | My Addiction                       | Anggun, Baguian, Pilot, Rosseau                              | 2:58 |
| 9.  | A Stranger                         | Anggun, Bastide, Maurici                                     | 3:48 |
| 10. | Cold War                           | Anggun, Bastide, Maurici                                     | 3:58 |
| 11. | Year of The Snake                  | Anggun, Bastide, Maurici                                     | 4:40 |
| 12. | Silent Vow                         | Anggun, Baguian, Pilot, Rosseau                              | 3:15 |
| 13. | Berkilaulah                        | Anggun, Marie Bastide, Gioacchino Maurici                    | 3:56 |
| 14. | Only Love                          | Anggun, Marie Bastide, Gioacchino Maurici                    | 4:04 |
| 15. | Count On Me                        | Anggun, Jean-Luc Raboul, Raphael Alazraki                    | 3:24 |
| 16. | Sorry                              | Anggun                                                       | 3:20 |
| 17. | Always You (Schiller feat. Anggun) | Schiller                                                     | 4:53 |

## Classements
| Pays        | Meilleure position |
| ----------- | ------------------ |
| Indonésie   | 1                  |
| Belgique    | 148                |
| France      | 33                 |
| France (TL) | 48                 |